# Żupania zagrzebska
Żupania zagrzebska (chorw. Zagrebačka županija) – komitat w środkowej Chorwacji ze stolicą w Zagrzebiu. Sam Zagrzeb stanowi miasto wydzielone, nienależące do żupanii (Grad Zagreb). W 2011 roku komitat liczył 317 606 mieszkańców.

## Podział administracyjny
Żupania zagrzebska jest podzielona na następujące jednostki administracyjne:

- miasto Dugo Selo
- miasto Ivanić-Grad
- miasto Jastrebarsko
- miasto Samobor
- miasto Sveta Nedelja
- miasto Sveti Ivan Zelina
- miasto Velika Gorica
- miasto Vrbovec
- miasto Zaprešić
- gmina Bedenica
- gmina Bistra
- gmina Brdovec
- gmina Brckovljani
- gmina Dubrava
- gmina Dubravica
- gmina Farkaševac
- gmina Gradec
- gmina Jakovlje
- gmina Klinča Sela
- gmina Kloštar Ivanić
- gmina Krašić
- gmina Kravarsko
- gmina Križ
- gmina Luka
- gmina Marija Gorica
- gmina Orle
- gmina Pisarovina
- gmina Pokupsko
- gmina Preseka
- gmina Pušća
- gmina Rakovec
- gmina Rugvica
- gmina Stupnik
- gmina Žumberak